# Osrblie
Osrblie (Hongaars: Cserpatak) is een Slowaakse gemeente in de regio Banská Bystrica, en maakt deel uit van het district Brezno. Het dorp staat vooral bekend om zijn biatlon races die er sinds de jaren 90 worden gehouden, met in het jaar 1997 het Wereldkampioenschap Biatlon.
Osrblie telt 384 inwoners.
Bacúch · Beňuš · Braväcovo · Brezno (hoofdstad) · Bystrá · Čierny Balog · Dolná Lehota · Drábsko · Heľpa · Horná Lehota · Hronec · Jasenie · Lom nad Rimavicou · Michalová · Mýto pod Ďumbierom · Nemecká · Osrblie · Podbrezová · Pohorelá · Pohronská Polhora · Polomka · Predajná · Sihla · Šumiac · Telgárt · Valaská · Vaľkovňa · Závadka nad Hronom